# Ленинский (Иглинский район)
Ленинский (баш. Ленинский) — деревня в Иглинском районе Республики Башкортостан Российской Федерации. Входит в состав Ауструмского сельсовета.

## География

### Географическое положение
Расстояние до:
- районного центра (Иглино): 43 км,
- центра сельсовета (Ауструм): 7 км,
- ближайшей ж/д станции (Тавтиманово): 19 км.

## Население
| 2002 | 2009 | 2010 |
| ---- | ---- | ---- |
| 6    | ↘5   | ↘3   |